# Lepnica kaukaska

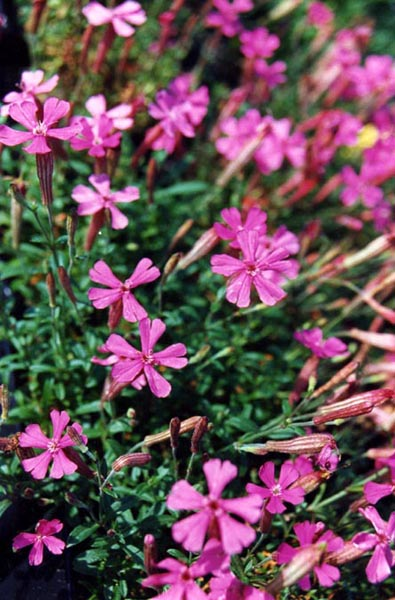
Kwiaty

Lepnica kaukaska, l. Schafta (Silene schafta S. G. Gmel. ex Hohen.) – gatunek byliny należący do rodziny goździkowatych (Caryophyllaceae). Pochodzi z Kaukazu.

## Morfologia
PokrójTworzy luźne kępy lub niskie, gęste kobierce o wysokości do 15 cm.
ŁodygaBardzo krótka i zdrewniała. Wyrastają z niej zielne, wznoszące się i pokładające się, delikatnie owłosione odgałęzienia.
LiścieUlistnienie nakrzyżległe, liście lancetowate, o długości 2–4 cm, delikatnie gruczołkowato owłosione.
KwiatyZebrane w luźne wierzchotki. Płatki korony są różowokarminowe, na szczycie sercowato wcięte i mają długi paznokieć. Zapylane są przez owady.
OwocZawierająca liczne nasiona torebka.
Gatunki podobnePodobna do lepnicy bezłodygowej.

## Zastosowanie
Roślina ozdobna. Nadaje się do ogródków skalnych i do obsadzania murków. Jest cenną rośliną ozdobną z uwagi na to, że kwitnie późno (sierpień-wrzesień), kiedy inne rośliny skalniaków już przekwitły.

## Uprawa
Nie ma specjalnych wymagań co do gleby, rośnie na każdej przeciętnej ziemi ogrodowej, najlepiej jednak na nieco kwaśnej i wilgotnej. Dobrze kwitnie również na miejscach zacienionych (w cieniu jej kwiaty dłużej się utrzymują). Jest wystarczająco mrozoodporna. Rozmnaża się ją wiosną przez podział.